# Direct Seguros
Direct Seguros es una marca que ofrece seguros de coche, moto y hogar y servicios de reparación. Creada en 1997 y perteneciente al grupo multinacional AXA en España.
La compañía, con sede en Madrid, tiene como modelo de negocio la venta directa de seguros a través de su página web, el teléfono, el correo electrónico o las redes sociales.

## Historia de la organización
| Año  | Evento |
| ---- | --- |
| 1996 | Nace Direct Seguros por la fusión de la aseguradora AXA y el banco BBVA. Comienza con su actividad especializados en la venta exclusivamente telefónica.                                                       |
| 2000 | Introducción del canal en línea a través de la web y al año siguiente mediante acuerdos. |
| 2002 | Es la primera compañía de seguros de automóviles en España en conseguir el Sello de Excelencia Europea en la Gestión, que otorga el Club Gestión de Calidad, a través de Bureau Veritas Quality International. |
| 2004 | El Grupo AXA se hace con el control del 100% de la compañía. |
| 2007 | Direct amplía su oferta, introduciendo el seguro de moto dentro de los productos que comercializan. |
| 2009 | Se forma la división interna de negocio directo de AXA Global Direct, con Stéphane Guinet como CEO. |
| 2012 | La compañía se fusiona con la filial de seguro directo del Grupo en Portugal, Seguro Directo. |
| 2013 | Fusión con la compañía italiana de seguro directo de AXA, Quixa Spa. |
| 2014 | Cambio en la imagen de marca a Direct. |
| 2016 | La compañía es elegida ‘Mejor Servicio de Atención al Cliente’. |
| 2017 | La compañía es elegida ‘Mejor Servicio de Atención al Cliente’ por segundo año consecutivo. |
| 2018 | Direct es premiada ‘Mejor Servicio de Atención al Cliente’ por el servicio de contact center a través de redes sociales y la usabilidad de su página web.                                                      |
| 2019 | La compañía amplía su oferta de productos con coberturas específicas para vehículos eléctricos. |
| 2019 | AXA Global Direct se escinde como sociedad y el negocio de Direct en España se integra en AXA Seguros Generales.                                                                                               |

Dossier Prensa 2013 Direct

## Datos financieros
El Grupo AXA es uno de los grandes grupos aseguradores de España, con un volumen de negocio total de más 2.525 millones en 2018, más de 3 millones de clientes y 5 millones de contratos. La compañía dispone de más de 7000 puntos de asesoramiento y venta repartidos por todo el territorio nacional.   

## Premios y reconocimientos
En los últimos años han sido varios los reconocimientos recibidos:
- En 2016, 2017 y 2018 la aseguradora obtuvo el galardón ‘Elegido Mejor Servicio de Atención al Cliente‘.[3]
- La revista Actualidad Económica[4] ha elegido a Direct como una de las 100 mejores compañías para trabajar en 2014 y 2015 y 2016.
- La estrategia digital de Direct ha sido premiada por la organización Innovación Aseguradora por su apuesta por Internet y la sitúa entre las mejores compañías por su presencia en línea.
- En octubre de 2014, Direct Seguros es galardonado con el premio a la mejor campaña B2C por su campaña “Si no se entiende no es Direct” en los IV Premios de Marketing y Comunicación en el sector asegurador.
- En marzo de 2015, Direct fue la compañía aseguradora mejor valorada por los lectores del diario económico El Economista.
- Direct fue galardonada con una Bronce en los Premios Eficacia por el cambio de imagen efectuado en el año 2013.
- Ha recibido dos galardones en los IV Premios de Marketing y Comunicación en el sector asegurador organizados por INESE por el cambio de imagen efectuado en el año 2013.
- Direct Seguros es proclamado por la plataforma de atención al cliente eServicing como ganador en la categoría de Banca y Seguros en los 9.º Premios ComunicacionesHoy, en el apartado de mejores proyectos TI en el área de finanzas.
- En 2016 Direct Seguros recibe el Premio a la Mejor campaña de Comunicación Interna en la sexta edición de los Premios de Marketing y Comunicación del Sector Asegurador por su campaña Padres Responsables.

## Direct 2.0
Direct Seguros cuenta con diversos activos digitales, además de su página web, a través de las cuales contactar con la compañía:
- Facebook de Direct Seguros.
- Twitter de Direct Seguros.
- Linkedin de Direct Seguros.
- Youtube de Direct Seguros.

También cuenta con un App móvil a través de la cual pueden descargarse los documentos relacionados con la póliza, recibir servicios en carretera si son tomadores de uno de sus seguros de coche, dar partes y canjear los regalos ofrecidos por la compañía al momento, entre otros servicios.